# Nazionale maschile under 15 di baseball della Germania
La nazionale maschile under 15 di baseball tedesca rappresenta la Germania nelle competizioni internazionali di età non superiore ai quindici anni.

## Piazzamenti

### Europei
- 2011 :  3°
- 2012 :  2°
- 2013 :  3°
- 2014 :  3°
- 2015 :  1°
- 2016 :  3°
- 2017 :  1°